# 1925 en Australie
Chronologie de l'Australie
- 1921
- 1922
- 1923
- 1924
- 1925
- 1926
- 1927
- 1928
- 1929

Cette page concerne les évènements survenus en 1925 en Australie :

## Évènement
- Honneurs de l'anniversaire de 1925 (en), aux citoyens de l'empire britannique.
- 26 janvier-10 mars 1926 : Saison 1925-1926 des feux de brousse dans l'État de Victoria (en)
- 4 avril : Référendum sur la prohibition en Australie occidentale (en)
- 24 août : Décision de justice dans l'affaire Pirrie v McFarlane (en).
- 14 novembre : Élections fédérales

## Arts et littérature
- Sortie de roman :
  - La Sphère d'or d'Erle Cox
  - The Boy from Bullarah (en) d'Arthur Wright (en).
  - Sortie du volume deux The Way Home de la trilogie The Fortunes of Richard Mahony (en) de Henry Handel Richardson.
- Sortie de film :
  - The Adventures of Algy (en)
  - Around the Boree Log (en)
  - The Bushwhackers (film) (en)
  - Jewelled Nights (en)
  - The Mystery of a Hansom Cab (en)
  - Painted Daughters (en)
  - Those Terrible Twins (en)
- W. Lister Lister remporte le prix Wynne avec A Bush Track.
- Le peintre John Longstaff (en) remporte le prix Archibald avec Portrait of Maurice Moscovitch.

## Sport
- 24-31 janvier : Championnat de tennis d'Australasie
  - Double dames du Championnat d'Australasie
  - Double mixte du Championnat d'Australasie
  - Simple dames du Championnat d'Australasie

## Science
- Le papillon de nuit Cactoblastis cactorum est introduit dans le Queensland pour lutter contre le cactus Figuier de Barbarie.

## Création
- Manufacture Albany Woollen Mills (en)
- Alexander Patent Racket Company (en) (équipement sportif)
- Australian Postal and Telecommunications Union (en) (syndicat professionnel)
- Avenue Anzac (en)
- Parc national Alfred

## Dissolution-Clôture
- Collège Abbotsholme (en)
- Tramway Baldivis (en)

## Naissance
- George Avery, athlète (triple saut)
- Basil Hennessy (en), archéologue.
- Ted Innes (en), personnalité politique.
- Joy Nichols (en), actrice.
- Francis Webb (en), poète.

## Décès
- William Aitcheson Haswell, zoologue.
- John Holman (en), personnalité politique.
- Richard Godfrey Rivers (en), peintre.
- Rose Scott, féministe et suffragette.